# سفیره اینده
سَفیرَه اینْدَهْ جولیانْتی (اندونزیایی: Saphira Indah Julianti)‏ (۱۹۸۶–۲۰۱۹) بازیگر اهل اندونزی بود.